# 医療機器メーカー一覧
医療機器メーカー一覧（いりょうききメーカーいちらん）は、医療機器製造販売企業の一覧。

## 五十音順

### あ行
- アークレイ
- アールエフ
- アイ・エム・アイ
- 愛歯
- 愛知電子工業
- I-PRO
- アイレ (コンタクトレンズメーカー)
- 青木実意商店
- アコマ医科工業
- アサヒ医療器
- 朝日インテック
- 朝日レントゲン工業
- 旭化成アイミー
- アドフォクス
- アトムメディカル
- アドメテック
- アボットジャパン
- アポロ医療器
- アニマ
- アムコ
- アールエフ

- 五十嵐医科工業
- イーエムエス
- いうら
- 池上通信機
- 医交社製作所
- 一光化学
- イソメディカルシステムズ
- 伊藤超短波
- 医道の日本社
- イナミ
- eastsidemed
- イワツキ
- インボディ

- エー・アンド・デイ
- 栄研化学
- エム・アール・テクノロジー
- エムエス
- エムオーシー
- エドワーズライフサイエンス
- LSIメディエンス
- エレクタ
- 円田医科工業
- エア・ウォーター防災
- EIZO
- SBカワスミ
- 榎本薬品

- オーイーエムシステム
- オーエックスエンジニアリング
- オーシン
- OSGコーポレーション
- 欧和通商
- 大喜多商会
- 大塚製薬
- オオサキメディカル
- オカダ医材
- オカモト
- オフテクス
- オムロンヘルスケア
- オリンパス
- オリンパスメディカルシステムズ

### か行
- カドクラ
- カールツァイスメディテック
- 亀屋佐京商店
- からだはうす
- 川澄化学工業
- 川村義肢
- 川本産業

- ギコウ
- ギブン・イメージング
- キヤノン・コンポーネンツ
- キヤノンメディカルシステムズ
- キヤノンメドテックサプライ
- 共伸 (栃木県)
- 京立電機
- 近畿義肢製作所

- グッドマン (医療機器販売)
- クラレ
- クリエートメディック
- くろがね工作所

- ゲティンゲグループ・ジャパン
- ケープ
- ケンツメディコ

- 小池メディカル
- 河野製作所
- 高研
- 康昇
- 興和
- 小西医療器
- コヴィディエンジャパン
- コニカミノルタ
- コルチトーン補聴器

### さ行
- 酒井医療
- サカセ化学工業
- 阪村研究所
- サクラ精機
- 相模ゴム工業
- 札幌メディカルラボ
- サンギ
- サンコンタクトレンズ

- GEヘルスケア・ジャパン
- シェンペクス
- ジェイエスエス
- ジェイ・エム・エス
- 塩野製作所
- シグマックス
- ジーシー
- シスメックス
- シード
- シーメンス
- 島津製作所
- 島根島津
- ジャパン・ティッシュエンジニアリング
- ジョンソン・エンド・ジョンソン
- 松風 (京都府)
- 白鳩 (企業)
- 新鋭工業
- シンシア (医療機器メーカー)
- シンセス
- ジンマー・バイオメット

- スズケン
- スミス・アンド・ネフュー
- スミスメディカル・ジャパン
- スリーエム
- スターキージャパン
- 住友理工
- 須山歯研

- セイリン
- セネファ
- 泉工医科工業
- 全医療器
- セルシード

- ソニー・オリンパスメディカルソリューションズ

### た行
- 第一医科
- 大研医器
- 大成化工
- 大宝医科工業
- タカチホメディカル
- タカラベルモント
- タカノ
- タニタ

- チェスト
- 千代田テクノル

- 津川洋行
- 壺坂電機

- テクノメディカ
- 手島精管
- テルモ
- テルモ・クリニカルサプライ
- テレフレックスメディカルジャパン
- デンツプライシロナ

- 東海メディカルプロダクツ
- 東京技研
- 東洋薬品工業
- 東レ・メディカル
- 十川ゴム
- 栃木精工
- トップ
- トプコン
- トーメーコーポレーション
- トーイツ
- ドレーゲル・メディカルジャパン

### な行
- ナガイレーベン
- ナカシマメディカル
- ナカシマプロペラ
- 永島医科器械
- 中村ブレイス
- 中山式産業
- ナユタ
- 奈良精工

- ニコン
- 日機装
- ニッシン (歯科)
- 日進医療器
- ニデック
- ニプロ
- 日本アルコン
- 日本AQBインプラント
- 日本医療機器
- 日本エム・ディ・エム
- 日本光電工業
- 日本歯研工業
- 日本ストライカー
- 日本精密測器
- 日本中国温灸
- 日本電子工業
- 日本ベクトン・ディッキンソン
- 日本メディックス
- 日本メドラッド

### は行
- 富士フイルムメディカル
- パイオラックスメディカルデバイス
- ハイレックスコーポレーション
- バイテック・グローバル・ジャパン
- 白十字
- ハクゾウメディカル
- ハクゾウメディカルテクノス
- 八光
- パナソニックヘルスケア
- パナソニック補聴器
- ハマ電工
- パラマウントベッド

- PHCホールディングス
- PST (企業)
- 日立ヘルスケア・マニュファクチャリング
- ビー・ブラウンエースクラップ

- ファロス
- ファインプラス
- ファミリーイナダ
- フクダコーリン
- フクダ電子
- フジ医療器
- 富士システムズ
- 富士フイルム
- 富士フイルムメディカル
- ブレインラボ
- プライムテック
- ふる里プロダクト
- 古野電気

- ホギメディカル
- ボシュロム・ジャパン
- ボストンサイエンティフィックジャパン
- ホムズ技研
- 蓬莱灸管
- HOYA

### ま行
- マニー
- 前田豊吉商店
- マキチエ
- 松永製作所
- 松本義肢製作所

- 瑞穂医科工業
- 三鷹光器
- ミナト医科学
- ミミー電子
- 美和医療電機

- 村中医療器

- メダティス
- メディカルサイエンス
- MediVR
- メディキット
- メディコスヒラタ
- メディコン
- メドトロニックソファモアダネック
- メドライン・インターナショナル・ジャパン
- 明健社
- メニコン

- 持田製薬
- モリタ製作所

### や行
- 山田医療照明
- 山正
- 山本化学工業
- 湯山製作所
- ユニメック
- ユネクス
- 吉川工業
- 吉田製作所

### ら行
- ライカマイクロシステムズ
- リブドゥコーポレーション
- リオン
- 理研産業
- リリー (企業)
- ロシュ・ダイアグノスティックス
- ロートニッテン

### わ行
- 和光電研